# Sabinien
Sabinien, en latin : Sabinianus, est le 65e pape de l'Église catholique, du 13 septembre 604 à sa mort le 22 février 606. Son pontificat se déroule pendant la domination byzantine de la papauté. Il est le quatrième ancien apocrisiaire de Constantinople à être élu pape.

## Biographie

### Apocrisiariat
Sabinien naît à Blera, dans le Latium. Il fait carrière dans l'église de Rome, jusqu'à la dignité de diacre. En juillet 593, le pape Grégoire Ier, qui a une haute opinion de lui, l'envoie comme apocrisiaire à la cour impériale de Constantinople. Il ne s'acquitte pas de manière satisfaisante aux yeux du pape de cette charge : en 595, il semble manquer de fermeté dans sa discussion avec l'empereur byzantin Maurice au sujet de l'attribution controversée du titre de « patriarche œcuménique » à Jean IV le Jeûneur au mépris du pontife romain. Il est rappelé et envoyé en mission en Gaule la même année. Il retourne à Rome en 597.

### Pontificat
Sabinien est élu pour succéder à Grégoire probablement en mars 604, mais doit attendre la ratification impériale avant d'être consacré le 13 septembre de la même année.
Il semble avoir été élu en réaction contre certains aspects de la politique de Grégoire Ier qui, dès le début de son pontificat, poursuit une ligne de « moralisation » de la curie romaine en retirant les laïcs et les ecclésiastiques de postes importants et en les confiant à des moines bénédictins, tous homines novi avec peu d'expérience, et sans respect de l'ancienneté et des hiérarchies. Les classes supérieures n'attendaient donc rien d'autre que sa mort de pour retrouver les places perdues. Sabinien, influencé par cette « élite » ecclésiastique et humilié par le rappel à Rome de son poste prestigieux à Constantinople, met en œuvre une ligne très contrastée avec celle de son prédécesseur, réattribuant au clergé « traditionnel » les charges ecclésiastiques confiées aux moines. Le Liber Pontificalis le félicite pour « remplir l'église de clergé », contrairement à Grégoire, qui avait tendance à occuper les postes ecclésiastiques avec des moines,,.
Il interrompt l'activité d'assistance gratuite aux nécessiteux, qui a joué un rôle important dans le pontificat de Grégoire Ier, l'accusant également d'avoir dilapidé le patrimoine de l'Église pour être loué et obtenir la réputation de bienfaiteur. Il se rend alors particulièrement détesté du peuple car il fait distribuer contre rémunération des céréales à la population affamée, comportement peu charitable, qui lui attire la haine des Romains et qui est la cause de sa probable mort violente à la suite d'une révolte populaire. Selon une légende, Grégoire Ier lui-même lui serait apparu dans un rêve pour le réprimander pour son comportement, mais comme Sabinien ne montrait aucun signe de vouloir changer d'attitude, Grégoire le frappa avec la crosse épiscopale, provoquant rapidement sa mort,.
Le Liber Pontificalis déclare qu'il a distribué du grain pendant une famine à Rome sous son pontificat, mais tandis que Grégoire distribuait du grain à la population romaine à l'approche de l'invasion, Sabinien le leur vend une fois le danger passé. Parce qu'il ne peut ou ne veut pas permettre au peuple d'avoir du grain pour peu ou rien, un certain nombre de légendes se développent ensuite dans lesquelles son prédécesseur est représenté le punissant pour avarice. 
Il collabore peut-être aux négociations pour imposer une trêve entre les byzantins et les lombards. Le Liber Pontificalis lui attribue un rôle de médiateur dans la trêve conclue en 605 entre l'exarque Smaragde de Ravenne et le roi lombard Agilulf.
Dans son Epitome pontificum Romanorum (Venise, 1557), l'historien italien Onofrio Panvinio attribue à Sabinien l'introduction de la coutume de sonner les cloches aux heures canoniales et lors de la célébration de l'Eucharistie,. La première attribution de cette coutume se trouve dans le Rationale Divinorum Officiorum de Guillaume V Durand, datant du XIIIe siècle.
Sabinien décède le 22 février 606, probablement à la suite d'une insurrection populaire, mais les circonstances exactes de sa mort sont inconnues. Il est enterré à Saint-Pierre, où le cortège funèbre arrive clandestinement depuis le palais du Latran par les rues secondaires, faisant un long détour hors les murs de la ville pour éviter les Romains qui lui sont hostiles,.